# Prim-ministrul Estoniei
Prim-ministrul Estoniei (în estonă Eesti Vabariigi peaminister) este șeful Cabinetului Estoniei.